# 斯文·弗里贝里
斯文·弗里贝里（瑞典語：Sven Friberg，1895年2月7日—1964年5月26日），瑞典男子足球运动员，司职中场。他曾代表瑞典国家队参加1924年夏季奥林匹克运动会足球比赛，获得一枚铜牌。